# 100 höjdare
100 höjdare är ett svenskt humorprogram på Kanal 5 med Filip Hammar och Fredrik Wikingsson, som hade premiär 8 november 2004. I de första tre säsongerna består programmet av att programledarna visar 100 roliga ögonblick i form av filmklipp. De utvalda ögonblicken är verkliga händelser, snarare än manusbundna. Vissa inslag illustreras med hjälp av animeringar, där sportkommentatorn Bo Hansson är berättarröst.
Från och med säsong 4 har programmet övergått till att lista sköna människor. Säsong fyra listar "Sveriges skönaste människor" medan säsong fem listar "Nordens skönaste människor" och säsong sex listar "USA:s skönaste människor". I och med det övergick programmet till att bestå av intervjuer av människor i deras hemmiljöer.
100 höjdare fick priset för Årets humorprogram inklusive sitcom av Kristallen 2006.

## Säsong 1
Första säsongen sändes 2004 och i serien listades "Sveriges 100 roligaste ögonblick". Den första säsongen finns också i bokform och heter 100 höjdare – Sveriges 100 roligaste ögonblick.

## Säsong 2
Andra säsongen sändes under våren 2005 och listar "världens 100 roligaste ögonblick". Till skillnad från den första säsongen så hade man en programstudio som gästades av svenska kändisar som analyserade klippen tillsammans med Filip och Fredrik.

### Avsnitt
- 201 - Nr 100-91, Gäst: Kristian Luuk (7 mars 2005)
- 202 - Nr 90-81, Gäst: Olle Palmlöf (14 mars 2005)
- 203 - Nr 80-71, Gäst: Henrik Schyffert (21 mars 2005)
- 204 - Nr 70-61, Gäster: Fadde Darwich, Linda Rosing (28 mars 2005)
- 205 - Nr 60-51, Gäst: Olle Ljungström (4 april 2005)
- 206 - Nr 50-41, Gäster: Fredrik Strage, Thomas Jisander (18 april 2005)
- 207 - Nr 40-31, Gäst: Wille Crafoord (25 april 2005)
- 208 - Nr 30-21, Gäst: Micke Dubois (2 maj 2005)
- 209 - Nr 20-11, Gäst: Felix Herngren (9 maj 2005)
- 210 - Nr 10-1, Gäster: Peter Wahlbeck, Luca Brasi (16 maj 2005)

## Säsong 3
Den tredje säsongen av 100 höjdare hade premiär 21 november 2005. I denna säsong hade varje program en egen lista med ett eget tema där man listade 10 ögonblick. Bland annat listade man "de tyngsta hjärnsläppen", "de sämsta idéerna" och "de uslaste ögonblicken". Även i denna säsong gästades varje program av svenska kändisar. Värt att notera är att säsongen endast bestod av åtta listor med tio ögonblick, vilket blir 80 inslag.

## Säsong 4
Säsongen bestod av åtta program och hade premiär den 28 augusti 2006. Listettorna från varje program träffades i det sista programmet för att tillsammans utse Sveriges skönaste människa. Konstnären Robert Jäppinen fanns med på listan, men avled när tv-inslaget om honom höll på att spelas in. Tv-teamet hade precis hälsats välkomna då konstnären dog och Kanal 5 beslutade att stryka inslaget om honom. Vinnaren av programmet blev Björn Tådne som därmed blev Sveriges skönaste människa 2006.
En av intervjuerna, Golge Jacobsson – Sveriges kåtaste 77-åring, från denna säsong vann Aftonbladets TV-pris i kategorin roligaste klipp.
| Nr | Namn                                           | Ort         | Avsnitt |
| -- | ---------------------------------------------- | ----------- | ------- |
| 1  | Gustav Pouladi                                 | Teckomatorp | 1       |
| 2  | Berit Lyckstedt (Anti-Powermeetkvinnan)        | Västerås    | 2       |
| 3  | Golge Jacobsson (Sveriges kåtaste 77-åring)    | Vasastan    | 3       |
| 4  | Per och Anna-Lisa Wik (Det Konceptuella Paret) | Östersund   | 4       |
| 5  | Björn Tådne (Tonskale-Mannen)                  | Orust       | 5       |
| 6  | Jan Myrehed (Entertainer-Mannen)               | Sunne       | 6       |
| 7  | Ingvar Hägg (Gatumusikanten)                   | Kalmar      | 7       |

## Säsong 5
Den femte säsongen startade den 5 mars 2007. Denna säsong deltog originella människor från hela Norden. Totalt gjordes åtta avsnitt och vinnaren från varje avsnitt fick möjlighet att vara med i finalgalan på Södra teatern i Stockholm med publik, till skillnad från finalen i den fjärde säsongen som spelades in utan publik på ett slott. Edwin Johnsson korades som Skandinaviens skönaste människa. Priser delades dessutom ut i en mängd olika andra kategorier, till exempel årets vocal performance.

## Säsong 6
I den sjätte säsongen av beger sig Filip och Fredrik till USA för att hitta de skönaste människorna där. Hade premiär den 17 mars 2008 på Kanal 5. I programserien medverkar även brottaren Frank Andersson. Vinnare blev Mike Ricardi.